# Brachycerus junix
Brachycerus junix — вид долгоносиков-скосарей из подсемейства Brachycerinae.

## Описание
Жук длиной 9—12 мм. Переднеспинка с четырьмя широкими продольными килями, поверхность которых в мелких точках. Надкрылья с четырьмя сильно волнистыми, грубо морщинистыми, продольными рёбрами.

## Экология
Обитает в степях. Встретить жука можно на луке (Allium). Личинки вредят.